# 오컴의 윌리엄
굴리엘무스 옥카무스(라틴어: Gulielmus Occamus: 1287년경 - 1347년 4월 10일)는 14세기 잉글랜드의 프란치스코회 탁발수도사, 신학자였다. 오늘날에는 흔히 영어식으로 읽은 윌리엄 오컴(영어: William of Ockham)이라고 한다. 오컴은 잉글랜드 서리 지방에 소재한 촌동네로, 윌리엄의 출신지로 알려져 있다.
윌리엄은 중세사상사에서 가장 중요한 인물들 중 하나로 여겨지며, 14세기의 중요한 지적, 정치적 논쟁들의 중심에 서 있었다. 논리학, 물리학, 신학에 관한 중요한 저작을 다수 저술했다.
잉글랜드 국교회에서는 윌리엄을 성인력에 올려 기리고 있으며, 그 축일은 4월 10일이다.

## 생애
윌리엄은 1287년 잉글랜드 왕국 서리 백작령 오컴에서 태어났다. 런던의 프란치스코회 학교인 그레이프라이어스에서 초등교육을 받았다. 1309년에서 1321년까지 옥스퍼드 대학교에서 신학을 전공한 것으로 추정된다. 그는 신학석사 과정을 모두 수료했지만 석사교수(Regent master)가 되지 못했다. 이런 이유로 ‘가경한 초임강사’(라틴어: Venerabilis Inceptor 베네라빌리스 인쳅토르[*], 영어: Venerable Beginner)라는 별명을 얻었다. 인쳅토르란 중세 대학에서 강사 자격을 처음 얻은 학생을 가리킨 말이다. 정교수가 되지 못한 윌리엄이지만 여느 정교수보다 박식하고 가경하다는 의미의 존경의 의미가 담긴 경칭이다.
중세에는 페트루스 롬바르두스의 『명제집』이 신학의 표준 교과서였고, 많은 야심찬 스콜라 신학자들이 『명제집』에 주석을 달았다. 윌리엄도 이런 스콜라 주석가들 중 하나였다. 그러나 윌리엄의 주석은 동료들이나 교회 당국에 잘 받아들여지지 않았다. 1324년, 주교회의에서 윌리엄의 주석이 비정통(unorthodox)이라고 단죄했고, 윌리엄은 아비뇽 교황청으로 소환되었다. 조지 크니시가 최근에 제기한 이설에서는 윌리엄이 신학적 문제로 아비뇽에 끌려간 것이 아니라, 원래 아비뇽의 프란치스코회 학교의 철학 교수로 임용되었다가 1327년에 아비뇽에서 문제에 휘말렸다고 해석한다.
일반적으로, 윌리엄이 처한 곤경은 옥스퍼드 총장 존 루터렐의 수작이었던 것으로 여겨진다. 한편, 같은 시기 프란치스코회 총봉사자 미켈레 다 체세나도 이단 혐의로 아비뇽에 소환되어 있었다. 신학위원회에 『명제집』 주석서를 검열받으러 온 윌리엄은 미켈레가 관련된 또다른 논쟁에 휘말리게 된다. 미켈레는 같은 프란치스코회 형제인 윌리엄에게 사도적 청빈을 둘러싼 논쟁을 살펴봐 달라고 청했다. 윌리엄은 요한 22세 및 그 이전의 교황들이 쓰고 말한 바를 연구해 보고, 미켈레의 의견이 맞다고 동의했다. 프란치스코회는 예수와 사도들은 사유적으로나 공유적으로나 어떠한 재산도 소유하지 않았다고 믿었고, 소속 탁발수도사들에게 무소유를 실천하도록 회칙에서 정했다. 이 문제로 프란치스코회는 교회의 재산 소유를 긍정하는 입장인 요한 22세와 첨예하게 갈등하고 있었다.
교황이 성자 프란치스코가 정한 회칙을 공격하고 들자, 윌리엄과 미켈레 등 프란치스코회 지도자들은 1328년 5월 26일 아비뇽을 탈출해 신성로마황제 루트비히 4세에게 망명했다. 대립교황을 세우고 요한 22세와 험악하게 싸우고 있던 황제는 윌리엄과 미켈레의 보호자가 되어 주었다. 보호의 대가로, 윌리엄은 제권이 교권보다 우위에 있으며, 신성로마제국 국내의 교회와 제후국에 대해서는 교황이 아닌 황제가 최고통수권을 가진다는 논문을 써 주었다. 1328년 6월 6일, 윌리엄은 아비뇽에서 무단탈주했다는 이유로 공식적으로 파문되었다. 윌리엄은 사도적 청빈과, 선대 교황들이 인정한 성자 프란치스코의 무소유를 공격하는 요한 22세야말로 이단이라고 맞섰다. 하지만 윌리엄의 철학사상은 공식적인 이단이라고 단죄된 적이 없다.
윌리엄은 그 뒤 미켈레 등과 함께 바이에른에 머물며, 철학 연구보다는 정치논고 저술로 여생을 보냈다. 1342년 미켈레가 죽자 윌리엄이 루트비히 4세의 궁정으로 망명한 프란치스코회 강경파 수도사들의 지도자가 되었다. 윌리엄은 1347년 4월 9일 죽었다. 흑사병이 남독일에 도달(1348년)하기 직전이었다.

## 철학 사상
윌리엄은 방법과 내용 모두에서 스콜라주의의 개혁을 추구했다. 그 목적은 단순화였다. 윌리엄은 자기 이전의 신학자들, 특히 둔스 스코투스의 업적 대부분을 종합해냈다. 윌리엄은 둔스 스코투스로부터 신의 전능함에 대한 견해, 은혜와 정당함에 대한 견해, 인식론과 윤리적 신념을 계승했다. 그러나 윌리엄은 운명예정설, 고행, 보편성, 검약성에 대해서는 둔스 스코투스와 의견을 달리했다. 특히 검약성에 대한 명제가 그 유명한 오컴의 면도날이다.

### 신앙과 이성
윌리엄은 신앙주의자였다. 그는 “오로지 신앙을 통해서만 신학적 진리에 접근할 수 있다. 하느님께서는 인간의 논리나 합리성이 밝혀낼 수 있는 어떠한 법칙도 필요 없이 세상을 창조하시고 그 안에 구원의 길을 마련하셨다. 그러니 하느님의 그 길은 이성에는 열려 있지 않다”고 말했다. 윌리엄은 학문은 발견의 문제이고, 신은 유일한 존재론적 필연성이라고 보았다. 논리적 방법에 강한 관심을 가진 신학자로서, 윌리엄의 접근법의 주안점은 시스템 구축보다는 비판에 있었다.

### 보편논쟁
윌리엄은 유명론의 선구자로서, 오로지 개별자만이 실존할 뿐, 개별자를 초월한 보편자, 본질, 형상 같은 것은 실존하지 않으며, 그것들은 개별자 인간의 정신작용인 추상화의 산물이라고 강하게 주장했다. 그래서 윌리엄은 근대 인식론의 비조로 평가되기도 한다. 윌리엄은 형이상학적 보편자의 실존을 부정했고, 존재론의 축소를 주장했다.
일각에선 윌리엄이 유명론이 아닌 개념론을 옹호한 것이라고 해석하기도 한다. 유명론에서는 보편자는 실재가 아닌 이름, 낱말에 불과하다고 주장한다. 한편, 개념론에서는 보편자는 정신적 개념이며, 그 이름이란 정신적 개념의 이름이고, 개념은 비록 마음 속에만 있는 것이긴 하지만 실존은 한다고 주장한다. 그러므로 보편적 개념은 우리 외부의 세계에 실존하는 실재가 아니라, 이해 그 자체의 산물인 내부적 표상이다. 그러면 개념은 일정한 시간 동안 그것이 표상하는 사물의 공간을 점한다. 그것이 바로 마음의 사색적 작용이다. 그러면 보편자는 로스켈리누스(유명론자)가 말한 것처럼 한낱 낱말에 불과한 것이 아니고, 아벨라르(개념론자)가 말한 것처럼 문장 속에서 기능하는 의미(sermo)인 것도 아니다. 윌리엄의 주장을 따라가면 보편자는 사색적 과정에서 실재하는 사물에 대응하는 정신적 대리물이라는 결론에 도달한다. 이러한 이유로 윌리엄을 유명론자, 개념론자와 구별해서 명사론자(terminist)로 분류하기도 한다. 아무튼 실재론자는 아니다.
윌리엄은 신학적으로 의지주의자였다. 그는 신이 원한다면 나귀나 소의 모습으로도 현현(顯現)할 수 있고, 심지어 나귀와 사람의 모습이 동시에 현현할 수도 있다고 생각했다. 윌리엄이 당대의 다른 신학자들에게 비난받은 것은 이 견해 때문이었다.

### 효율적 추론
설명과 이론을 구축함에 있어서 검약성의 원리를 이용해야 효율적인 추론을 할 수 있다는 소위 오컴의 면도날은 근대과학과 근대지적문화에 대한 지대한 공헌으로 알려져 있다. 오컴의 면도날은 “어떠한 가설상의 존재자를 가정하지 않고도 어떤 현상을 설명할 수 있다면, 그 존재자를 가정할 근거는 없다.” 즉, 원인, 요인, 변수가 최소한인 설명이 최선의 설명이라는 것이다. 그런데 사실 이 말은 버트런드 러셀이 『서양철학사』에서 해석해서 퍼뜨린 버전이고, 윌리엄 본인은 이런 말을 한 적이 없다.
윌리엄 본인이 형식화한 오리지널 오컴의 면도날은 다음과 같다. “스스로 증거되거나, 경험으로 알려졌거나, 신성한 경전의 권위로써 증명되지 않은 한, 그 무엇도 이유가 주어지지 않으면 사실로 상정될 수 없다.” 윌리엄에게 있어 유일하게 진실로 필연적인 존재자는 기독교의 신, 하느님 하나 뿐이었고, 그 밖에 다른 모든 것은 우발적인 것이었다. 윌리엄이 충족이유의 원리를 수용하지 않은 것, 본질과 실존의 구분을 거부한 것, 토마스주의를 반대한 것이 모두 그런 이유에서였다. 윌리엄의 존재론적 검약성은 인간의 이성이 영혼의 불멸, 신의 존재를 증명할 수 없다는 회의주의로 이어진다. 그러나 윌리엄의 결론은 그런 것들을 가정하지 않아도 된다는 무신론이 아니라, 그런 것들은 오로지 계시에 의해서만 가르침 받을 수 있는 신앙의 영역이라서 이성이 범접할 수 없다는 신앙주의였다.

### 자연철학
윌리엄은 아리스토텔레스의 『자연학』의 긴 주석서를 쓰는 등, 자연철학에 관해서도 방대한 저술을 남겼다. 여기서도 존재론적 검약성의 원칙을 적용한 윌리엄은 아리스토텔레스의 10개 범주에 모두 존재자를 허용할 필요는 없다고 생각했다. 수학적 존재자는 "실재"가 아니고, 양(quantity)에 대해서는 범주가 필요 없다. 양의 학문인 수학은 이제 자기 범주가 없어져서  다른 범주들에 도구적으로 적용될 수 있게 된다. 범주간의 교차적용(metabasis)을 금지한 아리스토텔레스의 원칙을 파격적으로 위반하는 윌리엄의 면모에서 근대 과학혁명의 전초를 살펴볼 수 있다.

## 같이 보기
- 오컴의 면도날
- 유명론